# 외상성 뇌손상

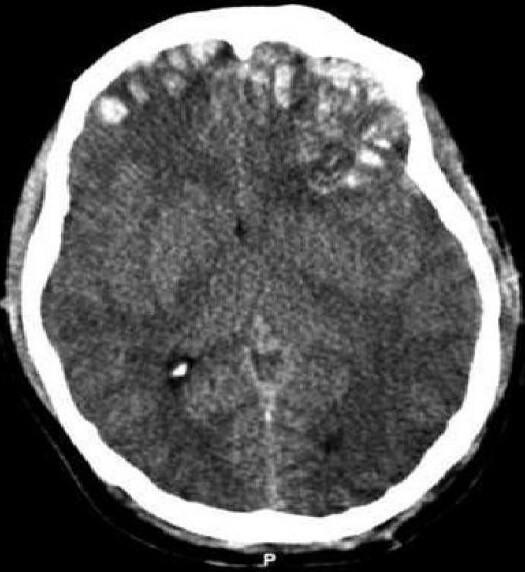

외상성 뇌손상(영어: traumatic brain injury, TBI, intracranial injury)은 무언가의 물체에 머리를 가격당하거나 맞아 뇌의 세포의 한쪽이 집중적으로 광범위하게 파괴되는 물리적 질환이다. 이것으로 인해 사망의 주요 원인이 되며 특히 어린이와 젊은층에게서 일어난다. 남성에게서 여성보다 두 배 가량이 발생한다.